# 武田信彦
武田 信彦（たけだ のぶひこ、1945年2月28日 - ）は、日本の実業家。テンヨ武田代表取締役社長。山梨県食品工業団地理事長。元山梨県公安委員会委員長。

## 人物・経歴
山梨県甲府市生まれ。武田信虎は先祖。山梨県立甲府第一高等学校を経て、一橋大学商学部を卒業し、総合商社に入社。結婚後ロサンゼルスの大学院への留学を経て、1970年武田食糧入社。
1986年武田食糧代表取締役常務。1990年武田食糧専務取締役。1992年山梨県卸酒販組合副理事長。1994年東京ビール卸組合山梨県支部長。1996年から分社化されたテンヨ武田代表取締役専務兼武田食品代表取締役専務。1999年テンヨ武田代表取締役副社長。
2004年テンヨ武田代表取締役社長。2019年に持株会社の武田グループを設立し、同社代表取締役社長に就任。
また、2018年から山梨県公安委員会委員長を務め、2022年からも再度山梨県公安委員会委員長を務めたほか、山梨県食品産業協議会会長、山梨県味噌醤油工業協同組合理事長、山梨県食品工業団地協同組合理事長、甲府商工会議所副会頭等も歴任した。